# Arenas Club
O Arenas Club, conhecido popularmente como Arenas de Getxo, é um clube de futebol de Espanha com sede na cidade de Guecho, em Vizcaya (País Basco). Foi fundado em 1909 e joga na Terceira Divisão Espanhola Foi um das equipes mais importantes do futebol espanhol durante o primeiro terço do século XX quando ganhou uma Copa do Rei em 1919 e obteve três vice campeonatos em 1917, 1925 e 1927.

## História

### Fundação
O futebol aparece em Getxo na primeira década do século XX, importado directamente de Inglaterra, da mão de jovens burgueses guechotarras que tinham conhecido e se tinham aficionado a este desporto durante sua estadia como estudantes naquele país. Os vínculos comerciais e económicos existentes entre Vizcaya e Inglaterra faziam que muitos dos filhos da alta burguesía vizcaína fossem estudar àquele país.
Os primeiros partidos de futebol nas Arenas disputaram-se já em 1901, mas foi em 1909 quando se fundou o Areias Football Clube, de forma que a torcida ao futebol nas Arenas se institucionaliza definitivamente. O Arenas Football Clube passaria em 1912 a denominar-se Arenas Clube e em 1917 adoptaria sua definitiva denominação de Arenas Clube de Getxo, uma forma de fazer extensible a representatividade do clube ao resto de bairros de Getxo como Neguri, Algorta, Romo ou Santa María.

### O Arenas subcampeón e campeão de Copa
Quase desde sua fundação estabeleceu-se uma grande rivalidade com o Athletic Clube. Os "areneros" tiveram que esperar até 1917 para arrebatar a seus vizinhos bilbaínos o Campeonato do Norte, torneio regional que disputavam as equipas bascas e que brindava uma praça classificatória para o Campeonato de Espanha. Nesse ano, além de adotar sua denominação definitiva, o Arenas adotou também sua indumentaria clássica rojinegra.
Essa vitória do Arenas rompeu uma grande racha de seu rival, o Athletic, que levava três temporadas consecutivas conquistando o Campeonato de Espanha. Na Copa do Rei de Futebol 1917 o Arenas desfez-se em semifinais do Sporting de Gijón, e na final encontrou-se com o Real Madri. Depois de um primeiro 0-0, disputou-se o partido de desempate o 15 de maio de 1917 no Campo do Espanhol de Barcelona. O Arenas adiantou-se com um golo de Suárez aos 20 minutos que posteriormente igualou o francês René Petit, já na segunda parte. O Madri teve uma grande oportunidade de adiantar graças a um pênalti que deteve o guardameta vizcaíno Jáuregui, mas o partido acabou em empate. No entanto, na prorrogação um golo do madridista Ricardo Álvarez supôs que com um 2-1 definitivo, a Copa fosse para Madri. O alinhamento do Arenas subcampeón estava formada por Jáuregui; Vallana, Ormaechea; Uriarte, Barturen, José María Peña; Careaga, Chacho, Muñoz, Suárez e Florencio Peña.

### O Arenas em Primeira Divisão
O Arenas foi um das dez equipas eleitos para fazer parte da Primeira Divisão de Espanha 1928/29 na recém criada Une espanhola de futebol. Essa honra obteve-o por seus quatro finais de #Copa atingidas e pelo título de Copa que tinha ganhado em 1919. O vice-presidente do Arenas, José María Acha Larrea, teve um papel importantíssimo na fundação do Campeonato de Une, pelo que o resto de clubes lhe presentearam um busto de bronze em reconhecimento a seu labor. Esse busto exibiu-se no campo de Gobela até sua demolição e atualmente é guardado com fita-cola nos escritórios do Clube ante a impossibilidade de voltar a colocá-lo no novo estádio.
Seu debut em Une produziu-se um 10 de fevereiro de 1929 ante o Athletic de Madri, que lhe derrotou por 2-3. O Arenas acabou a primeira temporada em 5ª posição, na metade da tabela. Melhor foi a temporada seguinte, a 1929-30, na que o Areias acabou em 3º lugar, a melhor classificação de sua história.

## Uniforme
- Uniforme titular: t-shirt a listras verticais vermelhas e negras, pantalón negro e médias com listras horizontais vermelhas e negras.
- Uniforme alternativo: t-shirt verde, pantalón verde e médias com listras horizontais vermelhas e negras.

## Estádio
Gobela (capacidade: 1.200 espectadores, todos sentados)
Dimensões: 100x60 (erva artificial)

## Dados do clube
- Temporadas em 1ª: 7
- Temporadas em 2ª: 6
- Temporadas em 2ªB: 2
- Temporadas em 3ª: 60
- Melhor posto em une-a: 3º (Primeira divisão espanhola temporada 29-30)
- Pior posto em une-a: 12º (Primeira divisão espanhola temporada 34-35)
- Futebolistas do Areias Clube de Guecho: Categoria:Futebolistas do Areias Clube de Guecho

## Títulos
| NACIONAIS | NACIONAIS              | NACIONAIS | NACIONAIS  |
| Troféus   | Competição             | Títulos   | Temporadas |
| --------- | ---------------------- | --------- | ---------- |
|           | Copa do Rei da Espanha | 1         | 1919       |
|           | Títulos oficiais       | 1         | 1 Nacional |

Regionais
- Campeonato do Norte (3): 1917, 1919 e 1922
- Campeonato de Vizcaya (2): 1925 e 1927
- Copa Basca (1): 1936

## Campanhas de Destaque
- Subcampeonatos da Copa do Rei:(3)  (1917, 1925 e 1927)

## Treinadores famosos
- Javier Clemente 1975-76
- Jon Pérez Bolo  2014-